# Харьковская губерния
Ха́рьковская губе́рния — административно-территориальная единица (губерния) Российской империи, Украинской Народной Республики и Украинской ССР до 1925 года.
В 1765—1780 годы существовала Слободско-Украинская губерния, в период с 1780 по 1796 год — Харьковское наместничество, затем, до 1835 года — вновь Слободско-Украинская губерния. И, наконец, в 1835 году была образована Харьковская губерния, просуществовавшая по 1925 год. При каждой реорганизации значительно менялись границы и административное устройство. Основным государственным органом, осуществляющим сбор, обработку и публикацию статистических сведений по Харьковской губернии являлся Харьковский губернский статистический комитет.

## История губернии
- В 1765 году Слобожанщина получила официальное название Слободско-Украинской губернии с центром в Харькове.
- 25 апреля 1780 году был подписан Указ императрицы Екатерины II об учреждении Харьковского наместничества. Оно «составлялось» из следующих уездов: Ахтырского, Белопольского, Богодуховского, Валковского, Волчанского, Золочевского, Изюмского, Краснокутского, Лебединского, Миропольского, Недригайловского, Сумского, Харьковского, Хотмыжского и Чугуевского.
- В 1796 году наместничества были упразднены, в связи с чем на территории Харьковского наместничества было восстановлена Слободско-Украинская губерния, разделённая на 10 уездов: Ахтырский, Богодуховский, Валковский, Волчанский, Змиевский, Изюмский, Купянский, Лебединский, Сумской и Харьковский.

В 1835 году Слободско-Украинская губерния была повторно упразднена и на её месте была создана Харьковская губерния, которая состояла из 11 уездов. В этом же году Харьковская губерния была присоединена к Малороссийскому генерал-губернаторству. Резиденция генерал-губернатора изначально находилась в Полтаве, а с 1837 года — в Харькове. Окончательно административное деление сформировалось к 1856 году, когда в состав губернии входило 13 уездов. Харьков являлся центром православной Харьковской епархии и Харьковского учебного округа, в нём были сосредоточены судебная власть для Харьковской, Курской, Воронежской, Орловской, Екатеринославской и Тамбовской губерний и в 1864—1888 управление Харьковского военного округа. Территория губернии не входила в «черту оседлости», но евреям было разрешено приезжать в Харьков на время ярмарок.
В 1838 начала издаваться газета «Харьковские губернские ведомости».

В ходе Земской реформы было учреждено земство.

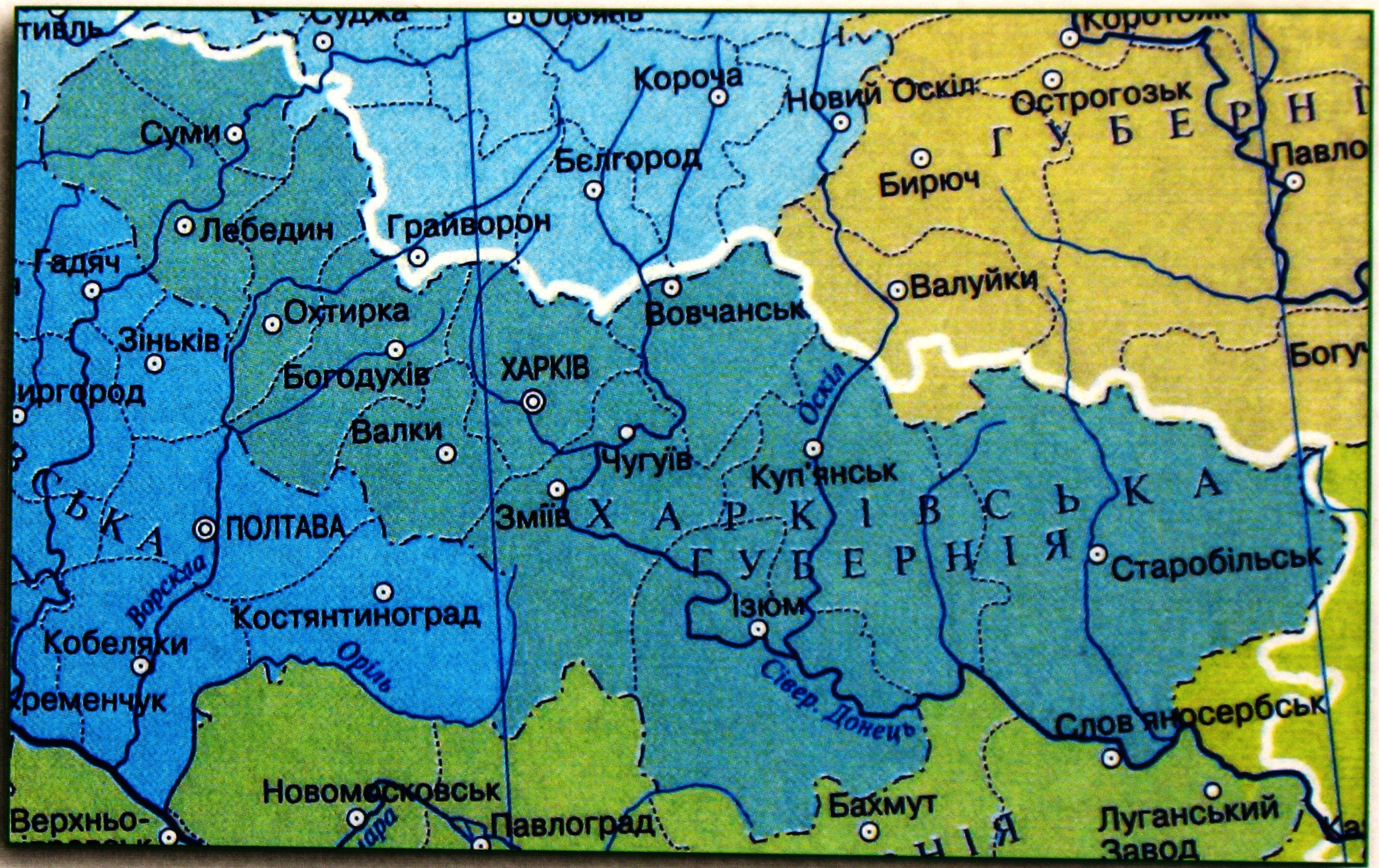
Губерния в 1917 году

9 (21) февраля 1879 года губернатор Д. Н. Кропоткин был смертельно ранен террористом-народовольцем Г. Гольденбергом. 7 апреля 1879 года временным генерал-губернатором Харьковской губернии был назначен генерал М. Т. Лорис-Меликов; с 17 апреля того же года он стал одновременно и командующим войсками Харьковского военного округа.
В 1920 году Изюмский и Старобельский уезды Харьковской губернии отошли к созданной тогда же Донецкой губернии.
В декабре 1919 Змиевской уезд был разделён на Змиевской и Чугуевский уезды.
7 марта 1923 года правительством УССР постановлением Президиума Всеукраинского Центрального Исполнительного Комитета № 315 от 7 марта 1923 года была принята новая система административного деления территории республики. Уезды и волости были заменены округами и районами. В губернии вместо десяти уездов было создано пять округов, а вместо 227 волостей — 77 районов; по новой системе административно-территориального деления район — округ — губерния — центр Харьковская губерния была разделена на округа: Харьковский (24 района), Богодуховский (12 районов), Изюмский (11 районов), Купянский (12 районов) и Сумский (16 районов).
В июне 1925 года все губернии УССР, в том числе Харьковская, были упразднены, и входившие в её состав округа перешли в прямое подчинение Украинской ССР (со столицей в Харькове).
Согласно постановлению ВУЦИК от 3 июня 1925 года на основе решения 9-го Всеукраинского съезда Советов было ведено новое территориальное деление на всей территории УССР по принципу трёхстепенной системы управления (без губерний): округ-район-сельсовет.
27 февраля 1932 года постановлением ЦИК была создана Харьковская область.

## Административное деление
Подробнее см. Уезды Харьковской губернии
| №  | Уезд | Уездный город            | Герб уездного города | Площадь, кв. вёрст | Население, тыс. чел. |
| -- | --- | ------------------------ | -------------------- | ------------------ | -------------------- |
| 1  | Ахтырский уезд (образован в 1780) | Ахтырка (23 399 чел.)    |                      | 2441,6             | 108,798              |
| 2  | Богодуховский уезд (образован в 1780) | Богодухов (11 752 чел.)  |                      | 2833,17            | 151,542              |
| 3  | Валковский уезд (образован в 1780) | Валки (7 938 чел.)       |                      | 2498,0             | 119,866              |
| 4  | Волчанский уезд (образован в 1780) | Волчанск (11 020 чел.)   |                      | 3481,0             | 161,645              |
| 5  | Змиевской уезд (образован между 1797 и 1803) | Змиев (4 673 чел.)       |                      | 5000,0             | 205,134              |
| 6  | Изюмский уезд (образован в 1780) | Изюм (13 108 чел.)       |                      | 6427,74            | 288,315              |

Карта административного деления Харьковской губернии

Таблица расстояний между уездными городами наместничества, 1788 год

| 7  | Купянский уезд (создан в 1779 в Воронежском наместничестве, в 1797 отчислен к Слободской [Харьковской] губ.)                                             | Купянск (6 893 чел.)     |                      | 6070,0             | 229,583              |
| 8  | Лебединский уезд (образован в 1780) | Лебедин (14 301 чел.)    |                      | 2723,0             | 160,485              |
| 9  | Старобельский уезд (в Слободской губернии с 1797, в 1802—1824 принадлежал Воронежской губ.) (в 1779—1796 назывался Беловодский уезд по городу Беловодск) | Старобельск (9 801 чел.) |                      | 10 846,2           | 362,984              |
| 10 | Сумской уезд (образован в 1780) | Сумы (27 564 чел.)       |                      | 2801,0             | 251,542              |
| 11 | Харьковский уезд (образован в 1780) | Харьков (173 989 чел.)   |                      | 2905,0             | 343,981              |

### Заштатные города
| № | Город       | Население (1897) | Входит в           | Герб |
| - | ----------- | ---------------- | ------------------ | ---- |
| 1 | Беловодск   | 12 360 чел.      | Старобельский уезд |      |
| 2 | Белополье   | 15 215 чел.      | Сумской уезд       |      |
| 3 | Золочев     | 6518 чел.        | Харьковский уезд   |      |
| 4 | Краснокутск | 6860 чел.        | Богодуховский уезд |      |
| 5 | Недригайлов | 5873 чел.        | Лебединский уезд   |      |
| 6 | Славянск    | 15 792 чел.      | Изюмский уезд      |      |
| 7 | Чугуев      | 12 592 чел.      | Змиевской уезд     |      |

### Населённые пункты
В 1785 году в губернии было 1194 селения, из них: 1 губернский, 14 уездных и 2 «уничтоженных» города; 289 слобод, 293 села, 215 деревень, 380 хуторов.

## Символика
См. также: Косвенно-гласный герб, Гербы с вензелями и литерами

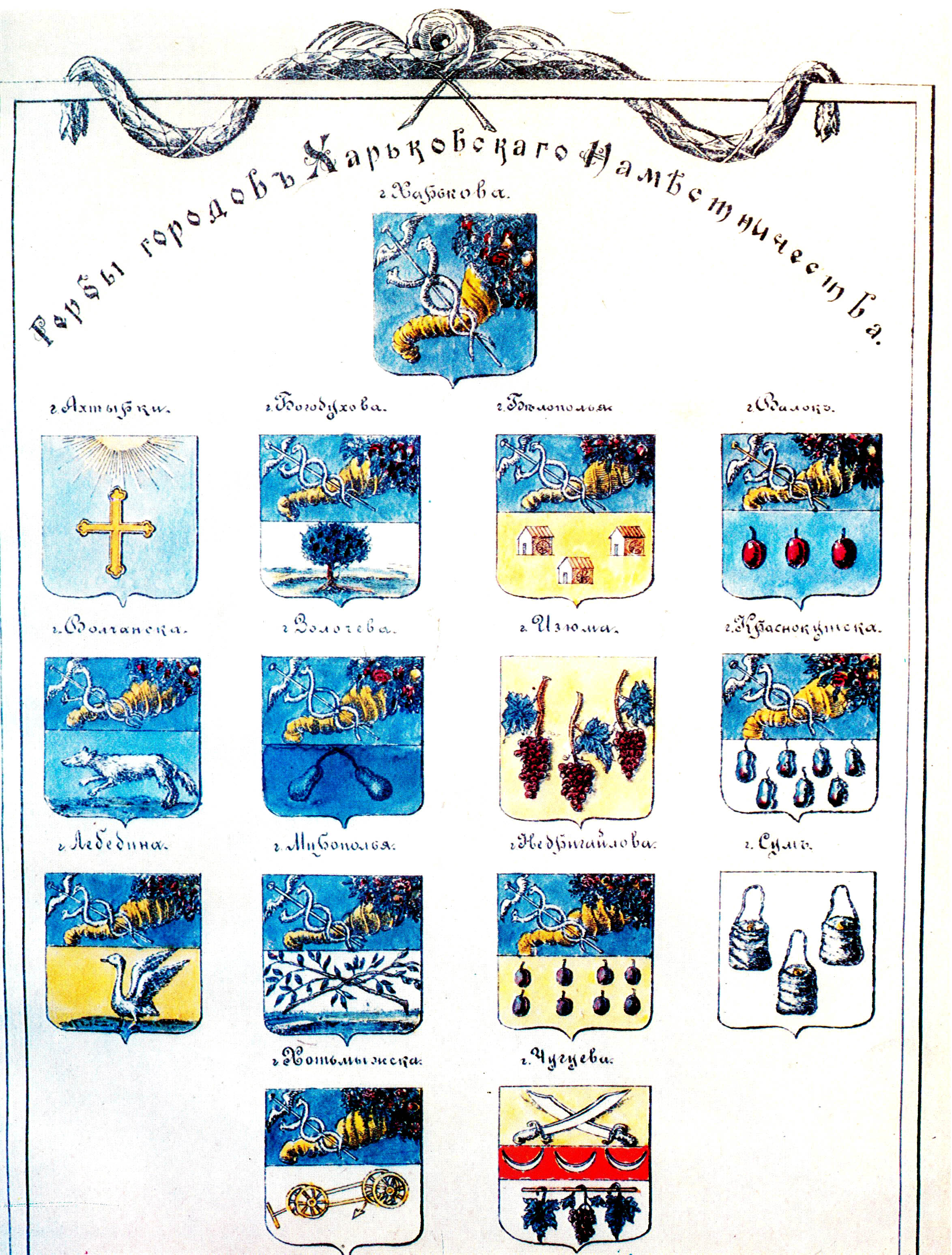
Гербы городов Харьковского наместничества, 1787

Харьковская губерния имела два герба:
- Образца 1775—1781—1857 и 1917/18/1919 (без короны); 1857—1878 и 1887—1917 годов (с короной): «В зелёном щите положены крестообразно золотой рог изобилия и кадуцей, жезл коего тоже золотой, а крылья и змеи серебряные. Щит увенчан Императорской короной и окружён золотыми дубовыми листьями, соединёнными Андреевской лентой». Описание герба дано по ПСЗРИ с короной, после 1857 года: в результате реформы гербов Бориса Кене щит харьковского губернского герба получил обрамление из золотых дубовых листьев и голубой Андреевской ленты и императорскую корону. Данный герб является косвенно-гласным, или полугласным с литерами (буква «Х» косвенно указывает название губернии).

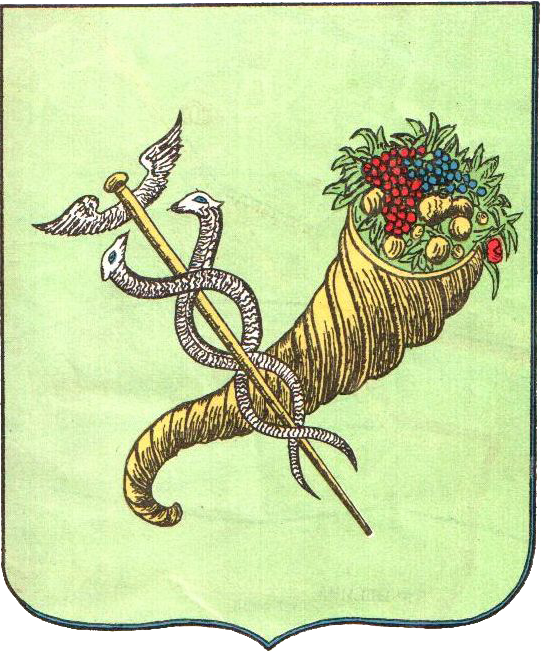
Герб Харьковского полка из гербовника Михаила Щербатова. 1775
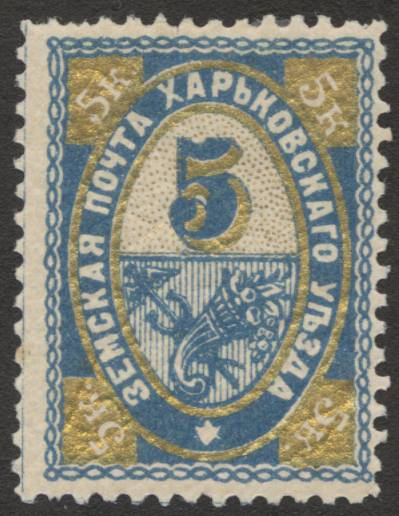
Герб губернии на земской марке. 1896-98 гг.
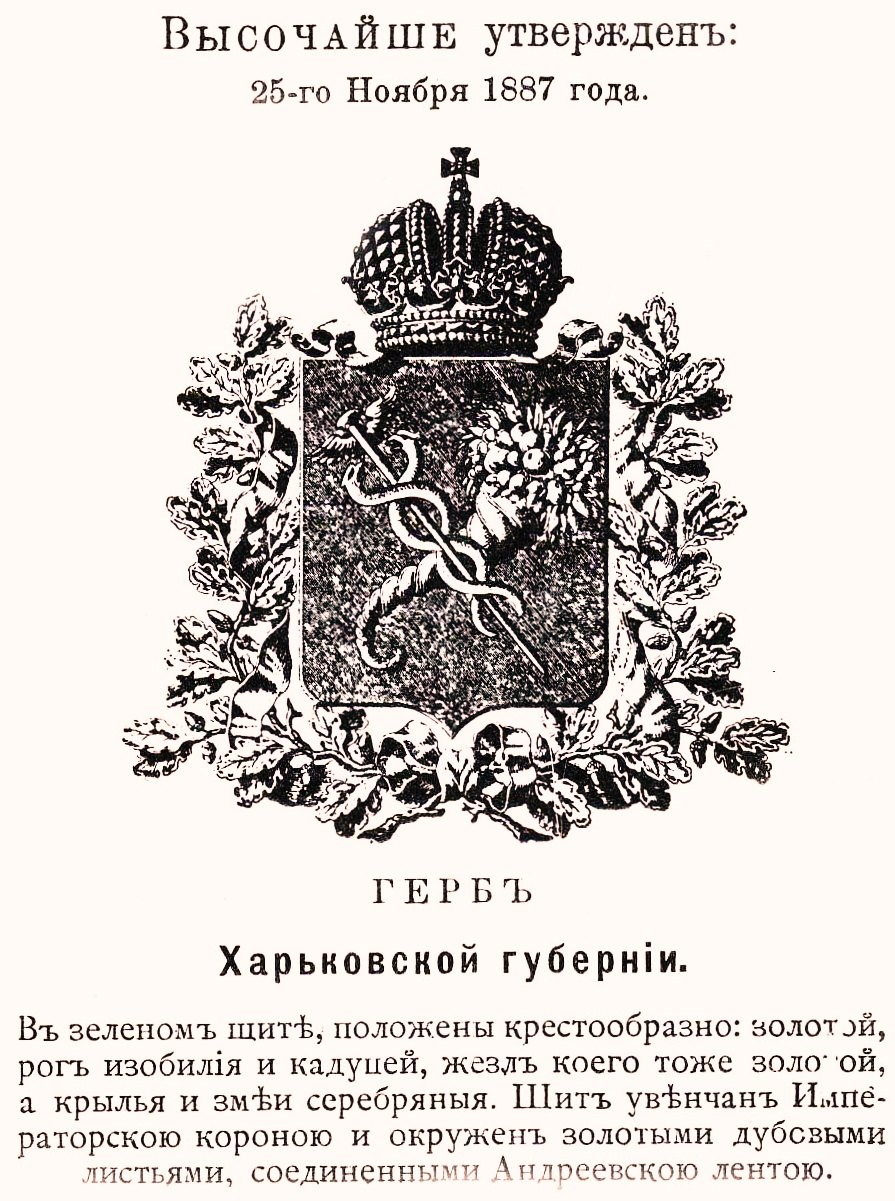
Герб губернии 1887 года из Гербовника Винклера (1899)
Герб губернии 1887 года (современная прорисовка)

- Образца 1878—1887 годов: «В серебряном щите, чёрная оторванная конская голова с червлёными глазами и языком; в червлёной главе щита, золотая о шести лучах звезда, между двумя золотыми византийскими монетами. Щит увенчан Императорской короной и окружён золотыми дубовыми листьями, соединёнными Андреевской лентой.» Конская голова символизировала конные заводы, шестиконечная звезда — университет, византийские монеты — торговлю.

Интересно, что именно этот герб, существовавший всего 9 лет из 160-летней истории наместничества/губернии (1765—1925; 140 лет был другой герб), почему-то чаще используется в современной литературе и СМИ как геральдический символ в статьях про губернию.

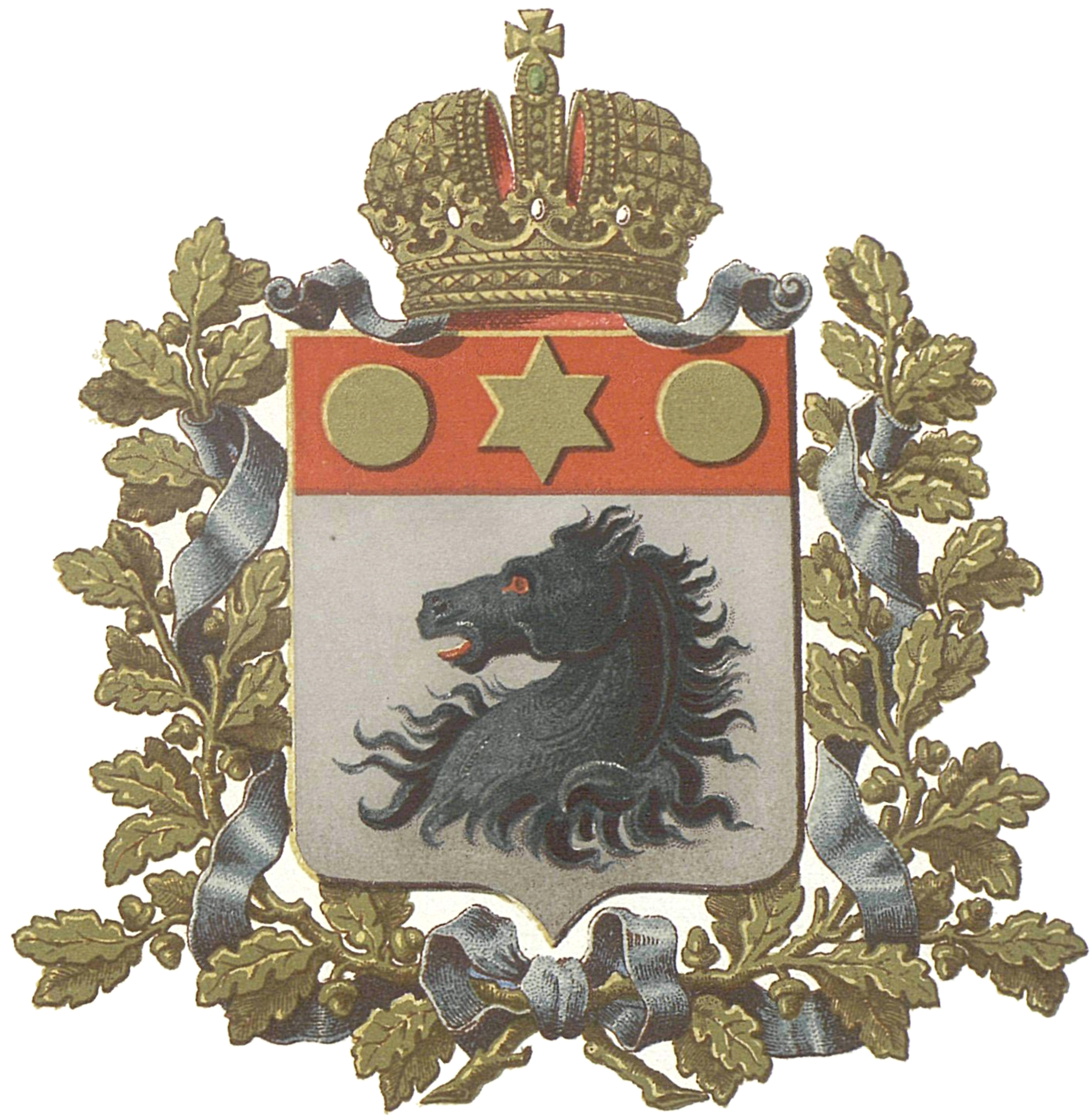
Герб губернии, утверждённый Александром II в 1878, в Гербовнике МВД (1880)
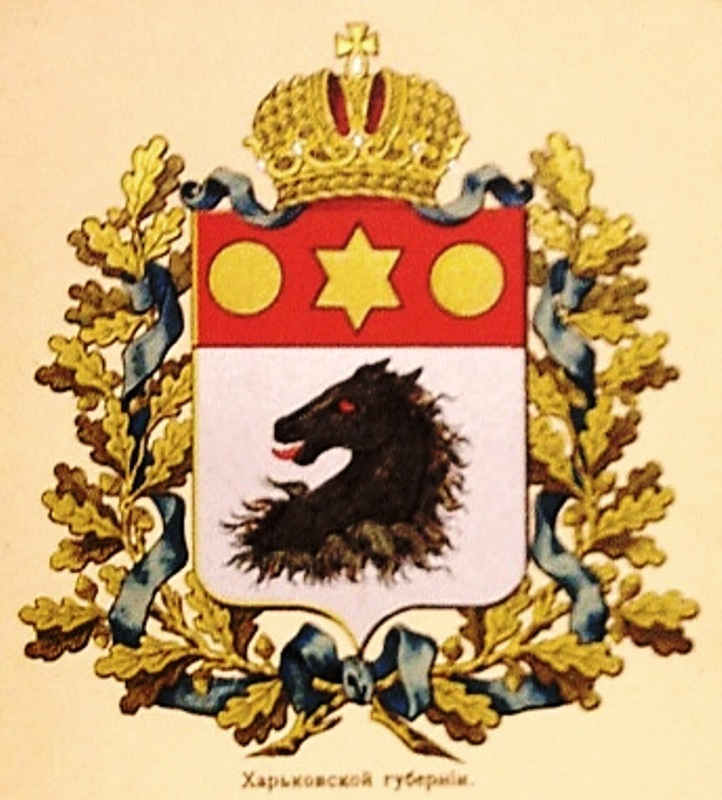
Герб губернии в Гербовнике Сукачова (1881)
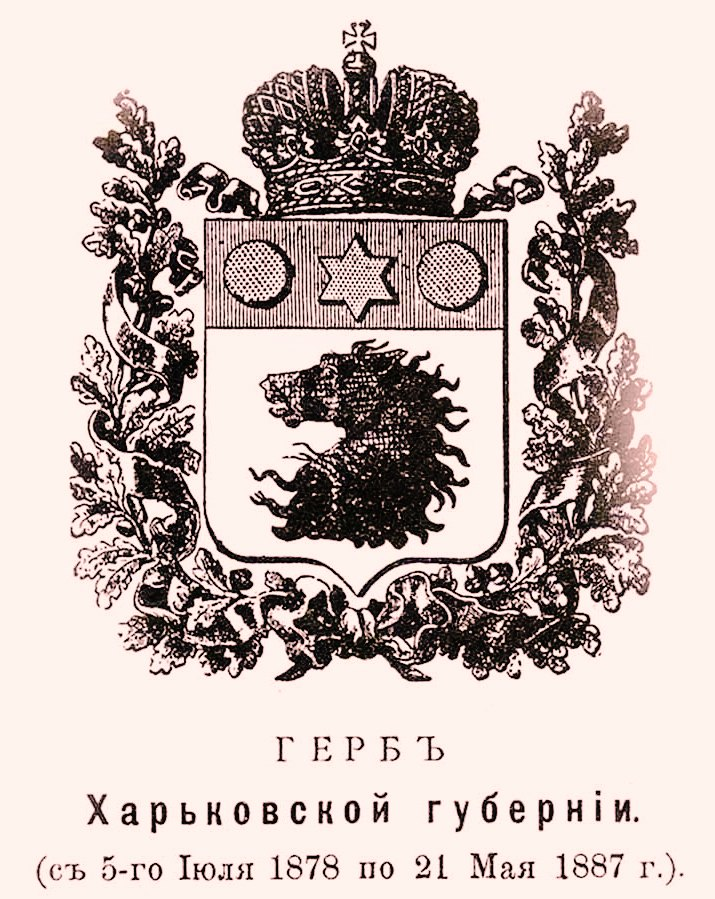
Герб губернии в Гербовнике Винклера (1899)
Современная прорисовка герба (2000-е)

После 1919 года Харьковская губерния своей символики не имела.
Среди гербов городов губернии, внесённых в Полное Собрание законов Российской Империи, большой процент так называемых гласных гербов. Это гербы Волчанска, Змиева, Изюма, Сум.

## Население

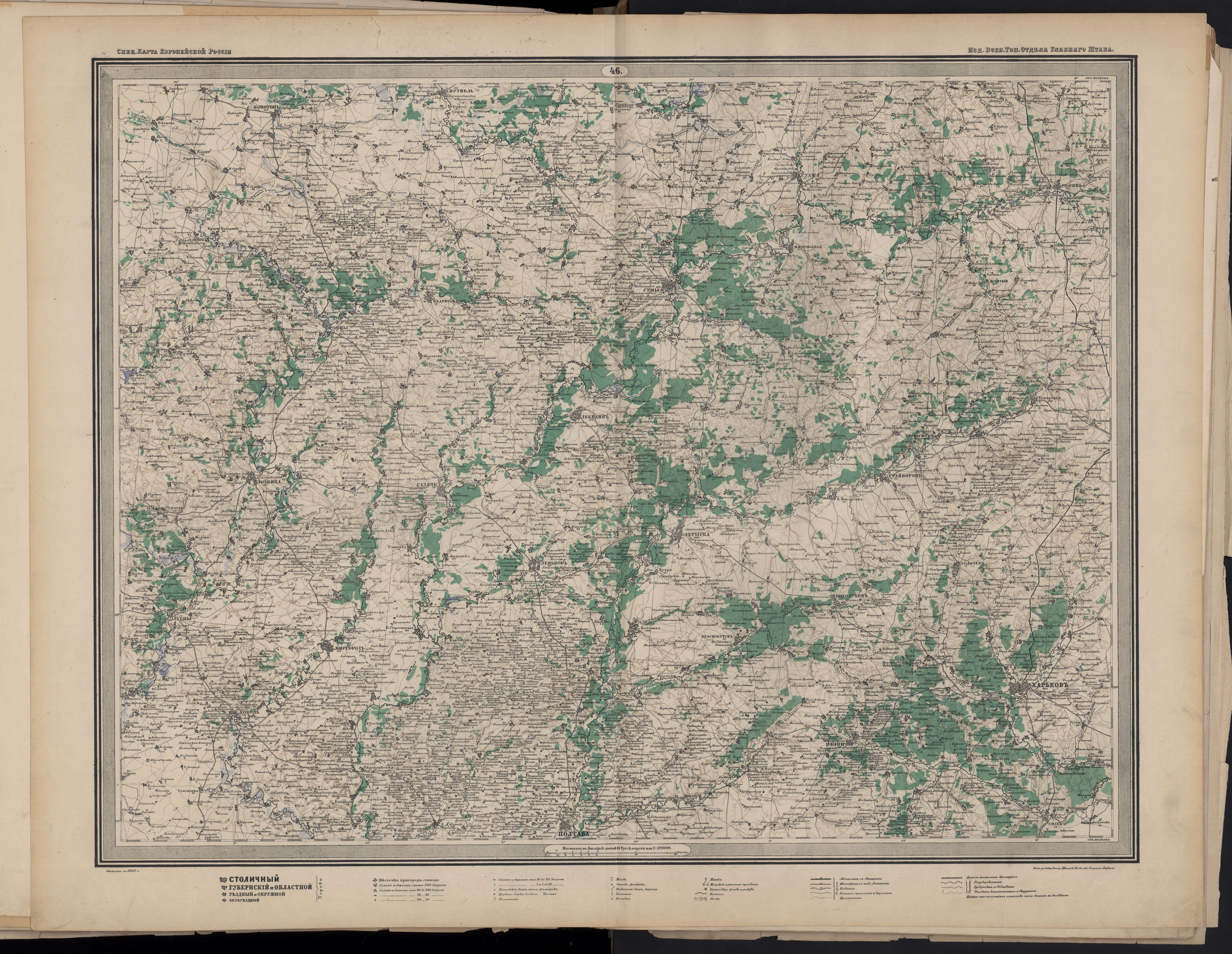
Военно-топографическая карта района Харьковской губернии 1868 года с указанием количества дворов в населённых пунктах. Военный топографический отдел Генерального штаба Российской империи

В 1901 году в губернии проживало 2 773 047 человек (1 427 869 мужчин и 1 345 178 женщин). В городах 395 738 или 14 % всего населения, в селениях — 2 377 309 или 86 %. На 1 в.² приходилось 57,9 жителей. Уезды были населены неравномерно, так как заселение происходило с запада и тянулось на восток. Плотность с 92,5 в Сумском уезде постепенно уменьшалась до 37,5 в Старобельском, за исключением Харьковского, плотность населения которого благодаря присутствию большого города была равна 139,5. Крестьян вместе с войском, отставными солдатами и их семьями в губернии проживало 2 538 066 человек, или 91,6 %, мещан с цеховыми 167 212, или 6,1 %, дворян 25 185, или 0,9 %, почётных граждан 12 889, или 0,5 %, духовенства 11 321, или 0,4 %, купечества 10 655, или 0,3 %, других сословий 7719, или 0,2 %. Православных и единоверцев было 98,5 %, сектантов 0,4 %, римокатоликов 0,3 %, лютеран 0,2 %, иудеев 0,5 %, и других 0,1 %. Естественный прирост населения в 1901 году равнялся 2 % в год.
Малорусское население было сконцентрировано преимущественно в западной и юго-западной части губернии: Краснокутск, Недригайлов, Ахтырка, Белополье. Соотношение великорусского населения к малорусскому 17 % к 80 %, согласно источнику «Первая всеобщая перепись населения Российской Империи 1897 г».

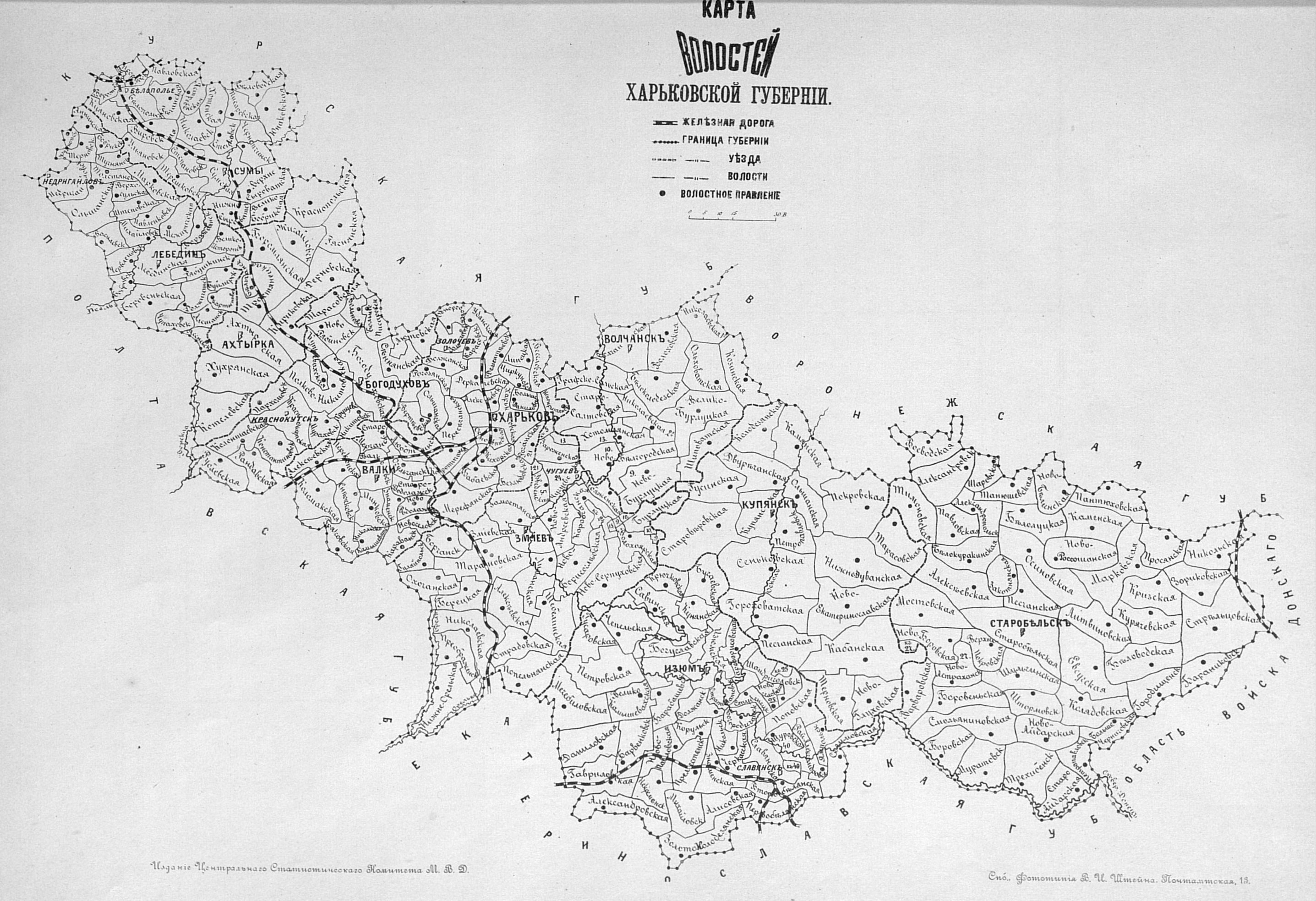
Волости Харьковской губернии

Аналогичные цифры называет словарь Брокгауза и Ефрона: «По данным окончательного подсчёта переписи населения 1897 года в Харьковской губернии было 2492316 жителей; из них в городах 367343. Свыше 20 тысяч жителей имели: губернский город Харьков — 174 тыс., Сумы — 28 тыс., Ахтырка — 23 тыс. Распределение населения по уездам смотреть „Россия“. Население почти всё (98,8 %) русское, из них малороссы составляют около 81 % (2009411); кроме того (особенно в городах), живут евреи, поляки, немцы и другие. В 1905 г. в Харьковской губернии считалось 2919700 жителей.»
Всего в Харьковской губернии было 17 городов и 5954 других населённых пунктов. Из городов были: 1 губернский, 10 уездных и 6 заштатных (Белополье, Золочев, Краснокутск, Недригайлов, Славянск и Чугуев). После Харькова наиболее крупными городами были: Сумы (28 тыс.), Ахтырка (23 тыс.), Славянск (16 тыс.) и Белополье (16 тыс.). В губернии много крупных слобод и сёл: Беловодск (11 тыс.), Деркачи (Дергачи) (7 тыс.), Барвенково (6 тыс.) и другие.

Украинский язык в Харьковской губернии по переписи 1897 года

Национальный (или языковой) состав в 1897 году:
| Уезд             | малороссы | великороссы | евреи | поляки | белорусы | немцы |
| ---------------- | --------- | ----------- | ----- | ------ | -------- | ----- |
| Губерния в целом | 80,6 %    | 17,7 %      | …     | …      | …        | …     |
| Ахтырский        | 87,6 %    | 11,3 %      | …     | …      | …        | …     |
| Богодуховский    | 88,2 %    | 9,9 %       | …     | …      | 1,6 %    | …     |
| Валковский       | 97,1 %    | 2,6 %       | …     | …      | …        | …     |
| Волчанский       | 74,8 %    | 25,0 %      | …     | …      | …        | …     |
| Змиевский        | 63,7 %    | 35,6 %      | …     | …      | …        | …     |
| Изюмский         | 86,2 %    | 12,0 %      | …     | …      | …        | 1,5 % |
| Купянский        | 86,6 %    | 13,2 %      | …     | …      | …        | …     |
| Лебединский      | 95,3 %    | 4,4 %       | …     | …      | …        | …     |
| Старобельский    | 83,4 %    | 14,7 %      | …     | …      | 1,5 %    | …     |
| Сумский          | 91,9 %    | 7,0 %       | …     | …      | …        | …     |
| Харьковский      | 54,9 %    | 39,5 %      | 2,8 % | 1,2 %  | …        | …     |

| Год  | Численность | Численность |
| ---- | ----------- | ----------- |
| 1788 | 796 808     | [ 8 ]       |
| 1812 | 835 501     | [ 8 ]       |
| 1816 | 910 000     | [ 8 ]       |
| 1819 | 980 000     | [ 8 ]       |
| 1834 | 1 148 239   | [ 8 ]       |
| 1840 | 1 135 100   | [ 8 ]       |
| 1845 | 1 646 271   | [ 9 ]       |
| 1851 | 1 366 188   | [ 10 ]      |
| 1897 | 2 492 316   | [ 11 ]      |
| 1916 | 3 537 997   |             |
| 1917 | 3 415 000   | [ 12 ]      |

На момент своей ликвидации согласно постановлению ВУЦИК от 3 июня 1925 года в четырёх образованных из губернии округах (Харьковском, Сумском, Изюмском и Купянском) население составляло 2 861 000 человек.

### Дворянские роды
Безручко-Высоцкие, Бородаевские, Донцы-Захаржевские, Задонские, Заремба, Зарудные, Иванчины-Писаревы, Кандыба, Картамышевы, Квитки, Коваленские, Куликовские.

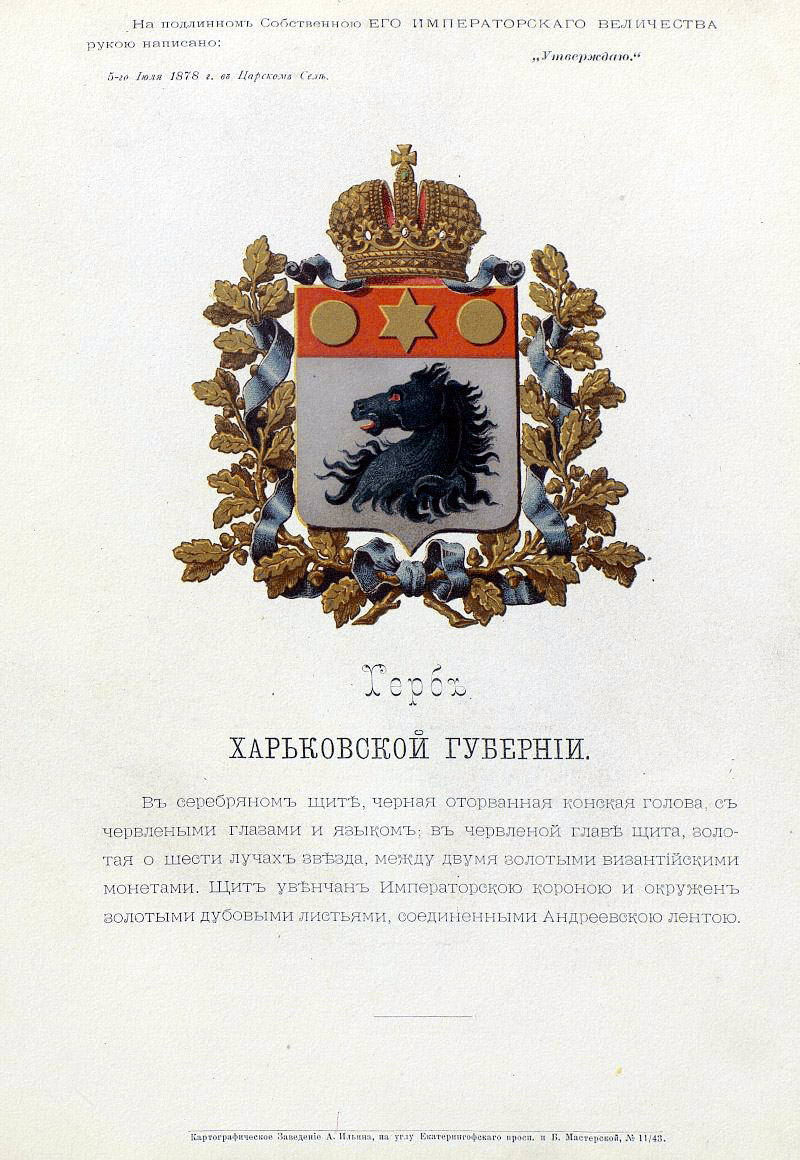
Герб губернии c официальным описанием, утверждённый Александром II (1878, отменён Александром III в 1887)

## Хозяйство

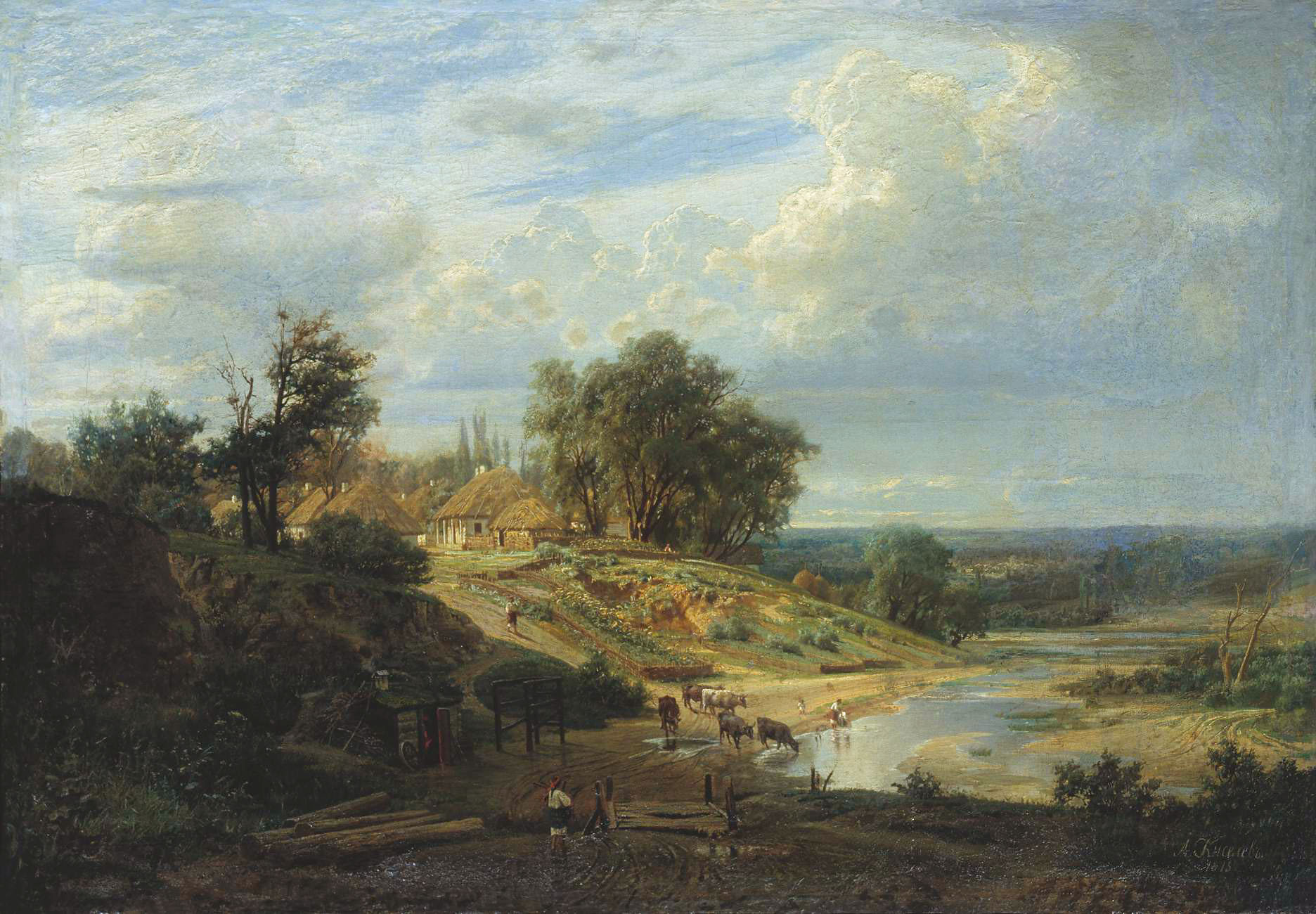
Киселёв, Александр Александрович. «Вид окрестностей Харькова», 1875

### Земледелие
В 1901 году удобной земли было 4 537 356 десятин или 91 %, общей площади Харьковской губернии. Из удобной земли под пахотой было 52,1 %, сенокосом 29,9 %, лесом 12,9 %, усадьбы и огороды 2,3 % и остальной 2,8 %; из неудобной под дорогами было 12 %, реками, озёрами, болотами 26,4 %, песками 39,8 %, остальной 21,8 %. С запада на восток количество удобных земель уменьшалось. Главным хлебом для крестьянских хозяйств являлась озимая рожь и яровая пшеница, для владельческих — пшеница; озимые хлеба преобладали в северо-западных уездах, яровая пшеница и ячмень были сосредоточены в юго-восточных уездах. Крестьянами под главные яровые хлеба в 1902 г. было засеяно 945 145½ десятин: 855 913¾ дес. на своих землях, 78 917¾ дес. на арендуемых за деньги и 103 14 десятин из части. Наибольшая площадь 403 730½ дес., или 42,7 %, были под пшеницей, 379 754 дес., или 40,2 %, под ячменем, 149 713½ дес., или 15,8 %, под овсом и незначительная площадь 11 947½ десятин, или 1,2 %, под рожью. Табачных плантаций было 12914: 593 крупных и 12321 мелких; ими было занято 204 дес.; собрано табака 17441 пудов. Под посевом сахарной свеклы находилось 47 919 дес.
Харьковская губерния была в числе регионов, получавших продовольственную помощь во время голода 1891—1892 годов.

### Промыслы
Кроме земледелия, население губернии занималось кустарными и другими промыслами, ремёслами, работало на местных фабриках и заводах и отходило на разные заработки в соседние губернии. Кустарные промыслы и ремёсла, работа на заводах были развиты в северо-западных уездах, извоз и отхожие промыслы — в юго-восточных; отход на юг в Екатеринославскую и другие губернии и Область Войска Донского; лиц, занимающихся кустарными промыслами было около 15 тысяч.
Промыслы включали в себя: гончарный, выжигание древесного угля, каменоломный, тканье шерстяных поясов, половиков, изготовление сельскохозяйственных орудий и тому подобного. Ремесленников числилось 39 159 (16 358 мастеров, 14 047 рабочих и 8754 ученика), в том числе сапожников и башмачников 5972, портных 3910, плотников 3052, медников и слесарей 2391, каменщиков и печников 2573, модисток и белошвеек 2380, столяров 2277, мясников и колбасников 1659, кузнецов 1636, хлебников 1567 и так далее. Более половины ремесленников губернии проживали в г. Харькове — 22 684. Продукты кустарного и ремесленного производства потреблялись почти исключительно местным населением. Для улучшения промысла в г. Лебедине земством было открыто ремесленное училище для преподавания столярно-токарного, корзиночного и сапожно-башмачного ремёсел. В селе Штеповка — ремесленное училище для преподавания кузнечного и слесарного ремёсел, в селе Будник — казённая сельская учебная ремесленная мастерская для обучения по уходу и изготовлению сельскохозяйственных орудий и машин; в селе Межиричи — гончарная мастерская с образцовым горном и так далее.

### Промышленность
В 1901 году фабрик и заводов было 340, с производительностью 95505 тысяч рублей в год, всего рабочих на них было 38372 человек. Заводов по обработке хлопка 2 (производилось на 200 тысяч руб.), шерсти 4 (1645 тысяч руб.), льна, пеньки и джута 4 (1515 тысяч руб.), смешанных волокнистых веществ 1 (10 тысяч руб.), бумаго-делательные и типографско-литографические 36 (1211 тысяч руб.), обработки металлов 52 (7524 тысяч руб.), дерева 10 (385 тысяч руб.), минералов 65 (5973 тысяч руб.), животноводческих продуктов 14 (795 тысяч руб.), питательных веществ 141 (75252 тысяч руб.), химических 11 (995 тысяч руб.). Фабрик и заводов, подлежащих ведению акцизного управления, действовало: 43 винокуренных завода, 25 свёклосахарных, 1 свёклосахарный рафинадный и 2 рафинадных.

### Торговля
По числу ярмарок губерния в середине 19 в. занимала первое место в Российской империи, их было свыше 400.

## Образование
В Харьковской губернии в 1901 году работало 1699 учебных заведений с 4873 преподавателями и 122929 учащимися. При этом работали 3 высших мужских учебных заведения, 30 средних учебных заведений, 1666 низших учебных заведений с 4059 преподавателями и 110922 учащимися. Для распространения прикладных знаний существовали ремесленные училища, классы ручного труда, рукодельные классы, занятия садоводством, огородничеством и другими отраслями сельского хозяйства. Ремесленных училищ было 12. Для образования взрослого населения работали публичные библиотеки, бесплатные библиотеки-читальни, народные чтения, вечерние курсы для рабочих и повторительные уроки для взрослых. Бесплатных народных библиотек-читален было около 300. Вечерние курсы для рабочих были открыты при 5 училищах. Повторительные уроки для взрослых работали при 5 училищах.
Действовали Харьковская духовная семинария и Императорский Харьковский университет. В 1865 учреждено Чугуевское пехотное юнкерское училище.

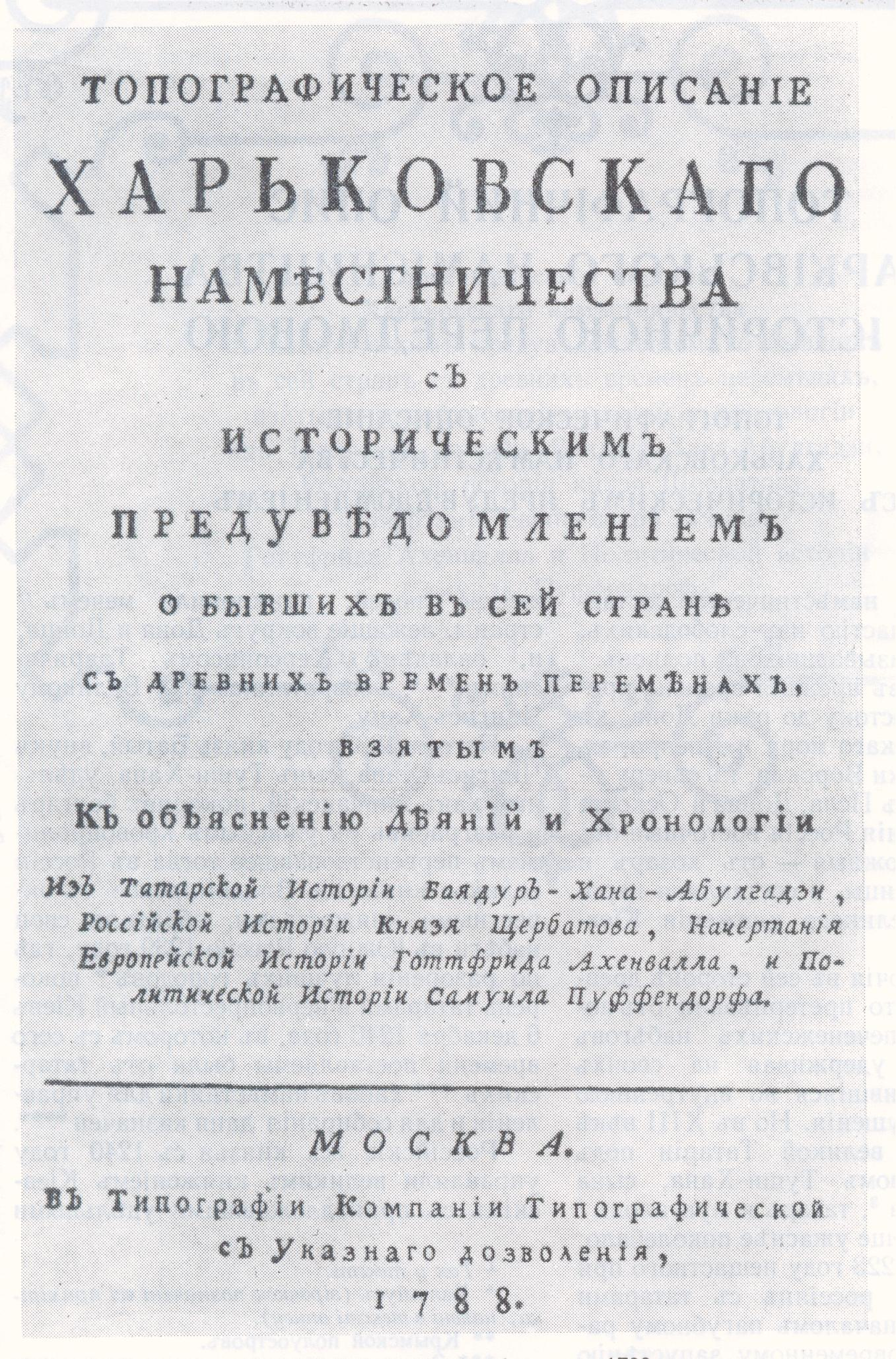
«Топографическое описание Харьковского наместничества» 1788 года

## Руководство губернии

### Губернаторы
| Ф. И. О.                                         | Титул, чин, звание                                             | Время замещения должности |
| ------------------------------------------------ | -------------------------------------------------------------- | ------------------------- |
| Трубецкой Пётр Иванович                          | князь, генерал-майор                                           | 1835—15.11.1837           |
| Дейер Антон Фёдорович                            | действительный статский советник                               | 15.11.1837—20.12.1837     |
| Шереметев Василий Александрович                  | граф, статский советник                                        | 21.02.1838—29.01.1839     |
| Устимович Адриан Прокофьевич                     | действительный статский советник                               | 04.02.1839—12.11.1840     |
| Муханов Сергей Николаевич                        | действительный статский советник (генерал-майор)               | 12.11.1840—25.02.1849     |
| Траскин Александр Семёнович                      | действительный статский советник (тайный советник)             | 25.02.1849—10.04.1855     |
| Остен-Сакен Андрей Иванович                      | граф, генерал-майор                                            | 10.04.1855—05.05.1856     |
| Лужин Иван Дмитриевич                            | Свита Его Величества, генерал-майор (генерал-лейтенант)        | 05.05.1856—09.11.1860     |
| Ахматов Алексей Петрович                         | Свита Его Величества, генерал-майор                            | 20.11.1860—09.03.1862     |
| Сиверс Александр Карлович                        | граф, в звании камергера, действительный статский советник     | 10.03.1862—25.11.1866     |
| Дурново Пётр Павлович                            | Свита Его Величества, генерал-майор                            | 29.11.1866—15.07.1870     |
| Кропоткин Дмитрий Николаевич                     | князь, Свита Его Величества, генерал-майор (генерал-лейтенант) | 15.07.1870—15.02.1879     |
| Валь Виктор Вильгельмович                        | Свита Его Величества, генерал-майор                            | 27.02.1879—20.04.1880     |
| Грессер Пётр Аполлонович                         | генерал-майор                                                  | 20.04.1880—26.07.1882     |
| Калачов Виктор Васильевич                        | действительный статский советник                               | 22.08.1882—24.05.1884     |
| Икскуль фон Гильденбандт Александр Александрович | барон, тайный советник                                         | 24.05.1884—30.01.1886     |
| Петров Александр Иванович                        | гофмейстер                                                     | 30.01.1886—24.03.1895     |
| Тобизен Герман Августович                        | гофмейстер                                                     | 24.03.1895—02.01.1902     |
| Оболенский Иван Михайлович                       | князь, шталмейстер, действительный статский советник           | 14.01.1902—31.03.1903     |
| Гербель Сергей Николаевич                        | статский советник                                              | 13.04.1903—06.04.1904     |
| Ватаци Эммануил Александрович                    | действительный статский советник                               | 05.1904—11.1904           |
| Старынкевич Константин Сократович                | генерал-майор                                                  | 06.11.1904—02.01.1906     |
| Пешков Николай Николаевич                        | генерал-майор (генерал-лейтенант)                              | 03.01.1906—11.10.1908     |
| Катеринич Митрофан Кириллович                    | действительный статский советник                               | 11.10.1908—1915           |
| Протасьев Николай Васильевич                     | тайный советник                                                | 15.07.1915—26.11.1915     |
| Оболенский Николай Леонидович                    | князь, статский советник                                       | 07.12.1915—30.06.1916     |
| Келеповский Аркадий Ипполитович                  | действительный статский советник                               | 07.1916—03.1917           |

### Губернские предводители дворянства
| Ф. И. О.                              | Титул, чин, звание                                   | Время замещения должности (год избрания)       |
| ------------------------------------- | ---------------------------------------------------- | ---------------------------------------------- |
| Надаржинский Алексей                  | майор                                                | 1780                                           |
| Шидловский Григорий Романович         | премьер-майор, надворный советник                    | 1783, 1786                                     |
| Зарудный Иван Иванович                | секунд-майор                                         | 1789                                           |
| Хорват Дмитрий Иванович               | бригадир                                             | 1792, 1795                                     |
| Павлов Максим Иванович                | титулярный советник                                  | 1798                                           |
| Донец-Захаржевский Василий Михайлович | майор                                                | 1801, 1804                                     |
| Карсаков Алексей Иванович             | генерал-майор                                        | 1807                                           |
| Квитка Андрей Фёдорович               | действительный статский советник                     | 1810, 1813, 1816, 1819, 1822, 1825, 1831, 1834 |
| Смирнитский Николай Саввич            | майор                                                | 1825                                           |
| Времев Александр Миронович            | подполковник                                         | 1828                                           |
| Ковалевский Максим Максимович         | полковник, исполняющий должность                     | 28.02.1835—02.10.1837                          |
| Рахманов Григорий Николаевич          | тайный советник                                      | 16.01.1838—02.10.1840                          |
| Голицын Василий Петрович              | князь, камергер, действительный статский советник    | 17.03.1841—26.09.1852                          |
| Бахметев Александр Иванович           | камер-юнкер, статский советник                       | 18.11.1852—02.12.1855                          |
| Бахметев Николай Николаевич           | коллежский советник                                  | 02.12.1855—17.10.1858                          |
| Бахметев Александр Николаевич         | камергер, статский советник                          | 17.10.1858—03.11.1861                          |
| Трубецкой Александр Петрович          | князь, камергер, действительный статский советник    | 03.11.1861—18.05.1872                          |
| Ковалевский Николай Евграфович        | действительный статский советник                     | 05.06.1872—23.12.1873                          |
| Щербатов Борис Сергеевич              | князь, гвардии полковник                             | 23.12.1873—13.05.1875                          |
| Шидловский Александр Романович        | действительный статский советник                     | 11.12.1876—01.02.1888                          |
| Капнист Василий Алексеевич            | граф, гофмейстер                                     | 10.11.1888—28.11.1902                          |
| Курченинов Сергей Николаевич          | действительный статский советник                     | 28.11.1902—28.10.1903                          |
| Фирсов Георгий Андреевич              | действительный статский советник                     | 28.10.1903—24.10.1906                          |
| Ребиндер Николай Александрович        | статский советник (действительный статский советник) | 24.10.1906—1917                                |

### Вице-губернаторы
| Ф. И. О.                                 | Титул, чин, звание                                                                | Время замещения должности |
| ---------------------------------------- | --------------------------------------------------------------------------------- | ------------------------- |
| Крылов Дмитрий Сергеевич                 | статский советник                                                                 | 19.04.1835—01.01.1838     |
| Смирнов Семён Васильевич                 | коллежский советник                                                               | 27.03.1838—29.04.1842     |
| Данзас Карл Карлович                     | статский советник                                                                 | 29.04.1842—28.04.1854     |
| Сиверс Александр Карлович                | граф, коллежский советник                                                         | 28.04.1854—17.09.1855     |
| Жданов Михаил Павлович                   | действительный статский советник                                                  | 17.09.1855—28.02.1864     |
| Беклемишев Фёдор Андреевич               | в звании камергера, действительный статский советник                              | 16.03.1864—05.09.1869     |
| Андреевский Николай Ефимович             | действительный статский советник                                                  | 24.09.1869—13.11.1870     |
| Шостак Анатолий Львович                  | в звании камер-юнкера, надворный советник (в звании камергера, статский советник) | 01.01.1871—31.08.1878     |
| Желтухин Александр Николаевич            | в звании камер-юнкера, статский советник                                          | 16.10.1878—16.03.1879     |
| Томара Лев Павлович                      | статский советник                                                                 | 01.04.1879—11.07.1880     |
| Сосновский Василий Осипович              | статский советник                                                                 | 18.07.1880—06.03.1886     |
| Сипягин Дмитрий Сергеевич                | камергер, надворный советник (коллежский советник)                                | 06.03.1886—31.03.1888     |
| Милютин Алексей Дмитриевич               | флигель-адъютант, полковник (генерал-майор)                                       | 12.05.1888—28.04.1892     |
| Бельгард Александр Карлович              | в звании камергера, коллежский советник                                           | 28.04.1892—09.03.1896     |
| Философов Владимир Владимирович          | коллежский советник                                                               | 19.03.1896—09.12.1896     |
| Мусин-Пушкин Александр Александрович     | граф, статский советник                                                           | 09.12.1896—25.04.1898     |
| Осоргин Михаил Михайлович                | коллежский советник                                                               | 02.05.1898—30.09.1902     |
| Гербель Сергей Николаевич                | статский советник                                                                 | 30.09.1902—13.04.1903     |
| Азанчевский-Азанчеев Всеволод Николаевич | статский советник                                                                 | 13.04.1903—07.01.1905     |
| Оленин Владимир Александрович            | надворный советник                                                                | 07.01.1905—02.09.1906     |
| Крейтон Владимир Николаевич              | коллежский советник                                                               | 02.09.1906—19.01.1909     |
| Стерлигов Илья Иванович                  | надворный советник (коллежский советник)                                          | 19.01.1909—14.01.1913     |
| Масальский-Кошуро Павел Николаевич       | действительный статский советник                                                  | 11.01.1913—1915           |
| Розен Александр Фёдорович                | барон, статский советник                                                          | 1915—1917                 |